# Samed Yeşil
Samed Yeşil (niemiecka wym. [ˈzamɛd ˈjɛʒiːl], turecka wym. [samet jeʃil]; ur. 25 maja 1994 w Düsseldorfie) – niemiecki piłkarz tureckiego pochodzenia występujący na pozycji napastnika. Zawodnik KFC Uerdingen.

## Kariera klubowa
Yeşil treningi piłkarskie rozpoczynał w miejscowym klubie CFR Links, skąd następnie trafił do BV 04 Düsseldorf. W 2005 roku został zawodnikiem Bayeru Leverkusen. W drużynie Aptekarzy przez siedem lat występował w kolejnych kategoriach wiekowych, by w kwietniu 2012 roku zadebiutować w Bundeslidze w meczu z Herthą Berlin.
Pod koniec sierpnia 2012 roku pojawiły się spekulacje na temat potencjalnego transferu młodego zawodnika do Liverpoolu. Zgodnie z nimi napastnik Bayeru miał kosztować milion funtów. 30 sierpnia potwierdzono transfer Niemca do angielskiego klubu. 26 września zadebiutował w składzie The Reds, w meczu Pucharu Ligi z West Bromwich Albion. Samed Yesil (po transferze) zadebiutował w barwach Panionios GSS w zremisowanym meczu z AEK Ateny (1:1) wchodząc w drugiej połowie za greckiego pomocnika (Taxiarchis Fountas). W barwach Panionios wystąpił w 33 meczach ligowych strzelając w nich 5 bramek. W sierpniu 2018 kontrakt Samed'a Yesil'a dobiegł końca i piłkarz musiał poszukać sobie nowego klubu. Miesiąc później - we wrześniu - Samed został za darmo ściągnięty do niemieckiego klubu KFC Uerdingen. Debiut Yesil'a w 3.Liga przypadł na mecz KFC Uerdingen - Carl Zeiss Jena. Mecz zakończył się wynikiem 2-1 dla Uerdingen a Yesil wszedł w nim na ostatnie 10 min za Stefan'a Aigner'a (strzelca 2 bramek w tym meczu).

## Kariera reprezentacyjna
Ze względu na tureckie korzenie młodego zawodnika, w 2010 roku Samed wraz z ojcem Sebhattinem prowadził rozmowy z przedstawicielami Tureckiego Związku Piłki Nożnej na temat ewentualnych przyszłych występów Yeşila w reprezentacjach Turcji. Jak jednak ogłoszono, urodzony w Düsseldorfie zawodnik zdecydował się reprezentować Niemcy.
Yeşil zadebiutował w reprezentacji Niemiec do lat 16 w 2010 roku i w ciągu dwóch spotkań strzelił trzy bramki.
We wrześniu 2010 roku po raz pierwszy wystąpił w reprezentacji do lat 17. W kolejnym roku wziął udział w Mistrzostwach Europy do lat 17, które odbywały się w Serbii. Strzelił tam trzy bramki – razem z trzema innymi zawodnikami najwięcej w turnieju. Reprezentacja Niemiec zajęła w tej imprezie drugie miejsce, co dawało automatyczną kwalifikację do rozgrywanych w tym samym roku Mistrzostw Świata w Meksyku. Tam Yeşil zdobył dla Niemiec 6 bramek, dzięki czemu został wicekrólem strzelców (za Souleymane’em Coulibalym z Wybrzeża Kości Słoniowej). Z Meksyku Niemcy wrócili z brązowymi medalami. W sumie w 21 meczach reprezentacji do lat 17 Yeşil zdobył 20 trafień.
29 lutego 2012 roku Yeşil wystąpił w meczu prowadzonej przez Christiana Ziege reprezentacji Niemiec do lat 18 z Holandią.

## Statystyki kariery
Aktualne na dzień 18 kwietnia 2019 r.
|                    |                     |                    | Liga | Liga | Puchar | Puchar | Puchar ligi | Puchar ligi | R. kont. | R. kont. | Łącznie | Łącznie |
| Sezon              | Klub                | Liga               | M    | G    | M      | G      | M           | G           | M        | G        | M       | G       |
| ------------------ | ------------------- | ------------------ | ---- | ---- | ------ | ------ | ----------- | ----------- | -------- | -------- | ------- | ------- |
| 2011/12            | Bayer 04 Leverkusen | Bundesliga         | 1    | 0    | 0      | 0      | 0           | 0           | 0        | 0        | 1       | 0       |
| 2012/13            | Liverpool           | Premier League     | 0    | 0    | 0      | 0      | 2           | 0           | 0        | 0        | 2       | 0       |
| 2015/2016          | Luzern (wyp.)       | Swiss Super League | 14   | 1    | 0      | 0      | 0           | 0           | 0        | 0        | 14      | 1       |
| 2016/2017          | Panionios GSS       | Super League       | 13   | 1    | 0      | 0      | 0           | 0           | 0        | 0        | 13      | 1       |
| 2017/2018          | Panionios GSS       | Super League       | 20   | 2    | 1      | 1      | 0           | 0           | 0        | 0        | 21      | 3       |
| 2018/2019          | KFC Uerdingen 05    | 3.Liga             | 1    | 0    | 0      | 0      | 0           | 0           | 0        | 0        | 1       | 0       |
| Łącznie w karierze | Łącznie w karierze  | Łącznie w karierze | 49   | 5    | 1      | 1      | 2           | 0           | 0        | 0        | 52      | 5       |